# Усуди се
Усуди се (алб. Guxo; скраћено УС) је политичка странка у Републици Косово, коју је основала Вјоса Османи. У фебруару 2022. уписана је у регистар као политичка листа.

## Историја
Представила је своје кандидате у оквиру заједничке листе са Самоопредељењем на парламентарним изборима 2021. године, те добила седам мандата. Два њена посланика су се придружила другој влади Аљбина Куртија након ових избора, због чега је њен број посланика пао са седам на пет. Након што је Вјоса Османи изабрана за председницу Републике Косово, напустила је странку, јер према Уставу Републике Косово, председник нема право да обавља било коју другу јавну функцију или да обавља било коју функцију у политичкој странци, чиме је број посланика пао на четири, док је Доника Гервала Шварц изабрана за председницу странке.

## Председници
| #  | Портрет | Председник (рођење—смрт)    | Почетак мандата    | Завршетак мандата | Трајање мандата    |
| -- | ------- | --------------------------- | ------------------ | ----------------- | ------------------ |
| 1. |         | Вјоса Османи (1982)         | 5. новембар 2020.  | 4. април 2021.    | 150 дана           |
| 2. |         | Доника Гервала Шварц (1971) | 4. април 2021.     | данас             | 4 године, 50 дана  |
| 2. |         | Фатон Пеци (1982)           | 7. септембар 2022. | данас             | 2 године, 259 дана |

## Резултати на изборима
| Година | Гласови            | %                  | Мандати | Мандати за Албанце | Влада      |
| ------ | ------------------ | ------------------ | ------- | ------------------ | ---------- |
| 2021.  | Део Самоопредељења | Део Самоопредељења | 7 / 120 | 7 / 100            | коалициона |